# Jean-Jacques Olier

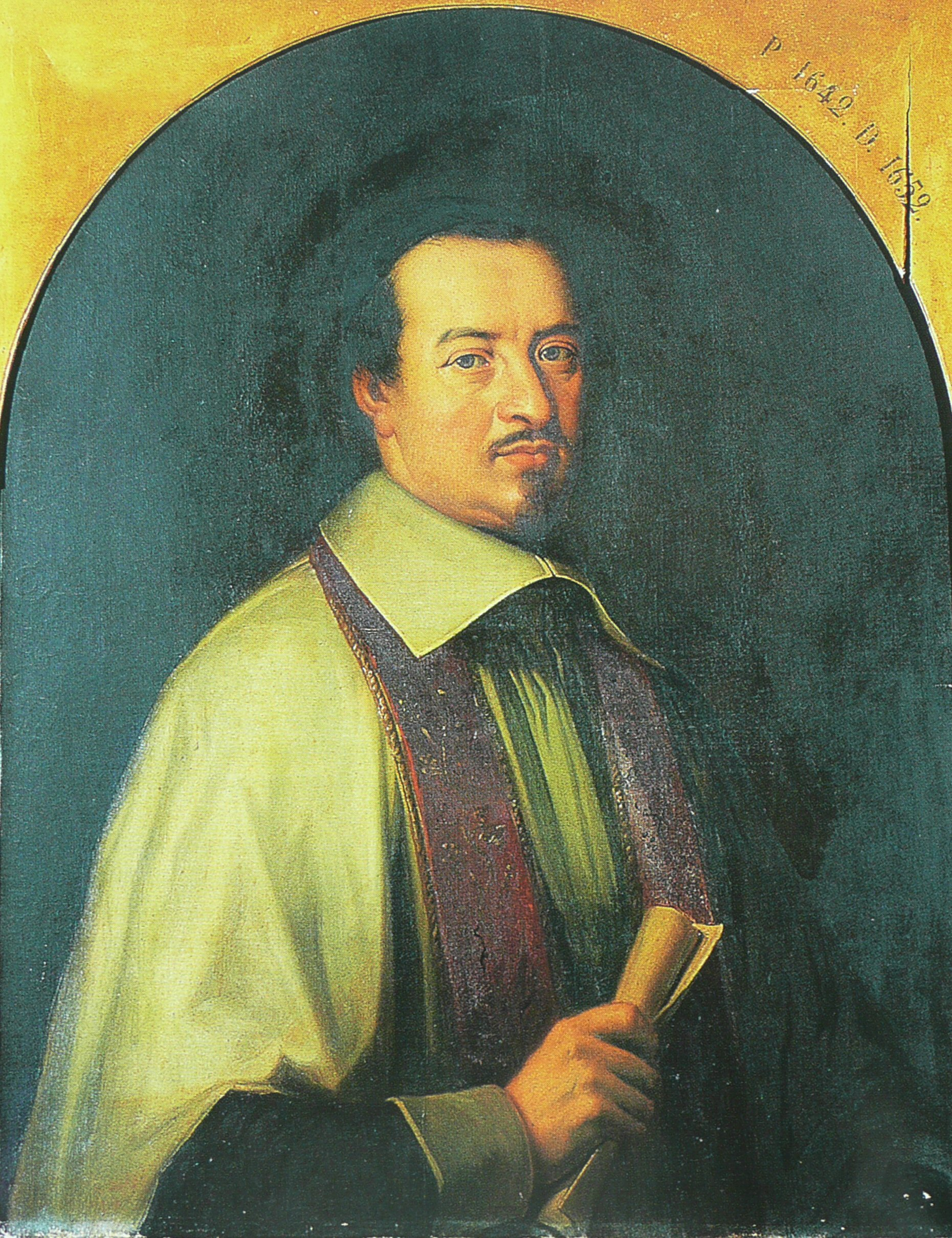
Jean-Jacques Olier(unbekannter Maler)

Jean-Jacques Olier (* 20. September 1608 in Paris, Frankreich; † 2. April 1657 ebenda) war ein französischer katholischer Priester und Gründer der Kongregation der Sulpizianer und des Priesterseminars St. Sulpice in Paris. Er gilt als großer Erneuerer des religiösen Lebens im Frankreich des 17. Jahrhunderts.

## Leben
Bevor er Priester wurde, beteiligte sich Jean-Jacques Olier an den Volksmissionen der Lazaristen, deren Gründer, der Heilige Vinzenz von Paul, sein Beichtvater war. Am 21. März 1633 empfing er die Priesterweihe. 1634 kam es zur Begegnung mit Agnes von Langeac. Anschließend setzte er seine Missionstätigkeit unter anderem in Paris fort. Durch Charles de Condren, Nachfolger von Kardinal Pierre de Bérulle als Generalsuperior des Französischen Oratoriums, lernte er die École française de spiritualité (deutsch: „Französische Schule der Spiritualität (Aszese)“) kennen. Am 25. Juni 1642 erhielt er die Pfarrei Saint Sulpice in Paris und verlegte dorthin ein sich in seiner Gründung befindendes Priesterseminar. Dieses Seminar, das er zehn Jahre lang leitete, wurde zu einem der religiösen Zentren Frankreichs im Geiste der École française. Olier gründete weitere Seminare und schließlich die Kongregation der Sulpizianer, die am 10. August 1664 von Papst Alexander VII. bestätigt wurde. Im Jahr 1657 entsandte Olier Sulpizianer nach Montreal (Kanada) für eine dortige Gründung.
Seit 1901 ist in Rom ein Seligsprechungsprozess anhängig.

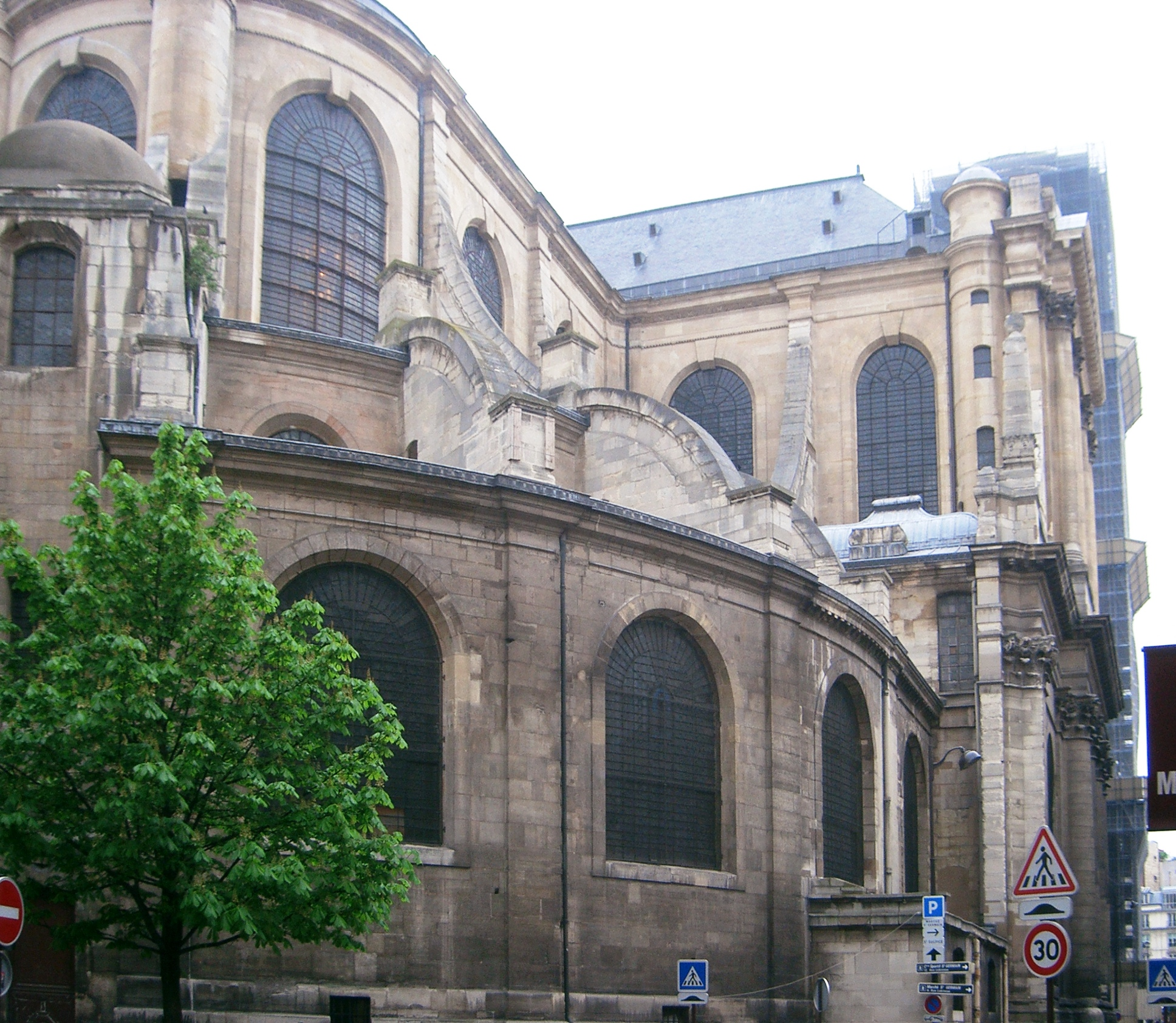
Saint-Sulpice, Chor von Nordosten

## Werke
- Vie intérieure de la Très Sainte Vierge Marie (auch online verfügbar)
- La Journée chrétienne. Paris 1655
- Le Catéchisme chrétien pour la vie intérieure. Paris 1650 und 1656
- Introduction à la vie et aux vertus chrétiennes. Paris 1657
- Le Traité des saints ordres. Paris 1676
- Lettres. Paris 1672
- Le Catéchisme des enfants de la paroisse Saint-Sulpice (Mit anderen Sulpizianern)
- Pietas Seminarii S. Sulpitii
- L’Esprit des cérémonies de la messe
- L’Ame cristal. Des Attributs divins en nous
- De la création du monde à la vie divine